# OFK Mladost Donja Gorica
OFK Mladost Donja Gorica is een Montenegrijnse voetbalclub uit Donja Gorica, Podgorica.
De club werd in 2019 opgericht en was een satellietclub van FK Podgorica dat haar talenten bij de club liet spelen. Ook delen beide clubs de DG Arena die plaats biedt aan 4.300 toeschouwers. 
OFK Mladost Donja Gorica won in het debuutseizoen 2019/20 haar poule op het derde niveau maar promoveerde niet via de playoffs. Een seizoen later won de club wederom haar poule en wist nu wel naar de Druga Crnogorska Liga te promoveren. Waar FK Podgorica in 2022 uit het hoogste niveau degradeerde wist OFK Mladost Donja Gorica in 2023 juist als kampioen naar de Prva Crnogorska Liga te promoveren. Daar werd de club in het seizoen 2023/24 negende en degradeerde vervolgens na play-offwedstrijden tegen FK Otrant-Olympic. In het seizoen 2024/25 werd de club andermaal kampioen in de Druga Crnogorska Liga en promoveerde terug naar het hoogste niveau.